# Гокс-Бей (регіон)
Гокс-Бей (англ. Hawke's Bay, маор. Heretaunga) — один з шістнадцяти регіонів Нової Зеландії, розташований на Північному острові. Населення — 155 000 осіб, площа — 14 164. Адміністративний центр — місто Нейпір, проте регіональна рада Гокс-Бей засідає як в Нейпірі, так і в найбільшому місті регіону Гастінгс (відстань у кільканадцять кілометрів). До складу регіону входить майже шість округів (територіальних управлінь). Гокс-Бей славиться виноробством, місцеві вина здобували світові нагороди.
Названий як і затока Гок на узбережжі якої розташований регіон. Сама затока отримала назву на честь адмірала Едварда Гока.

## Географія

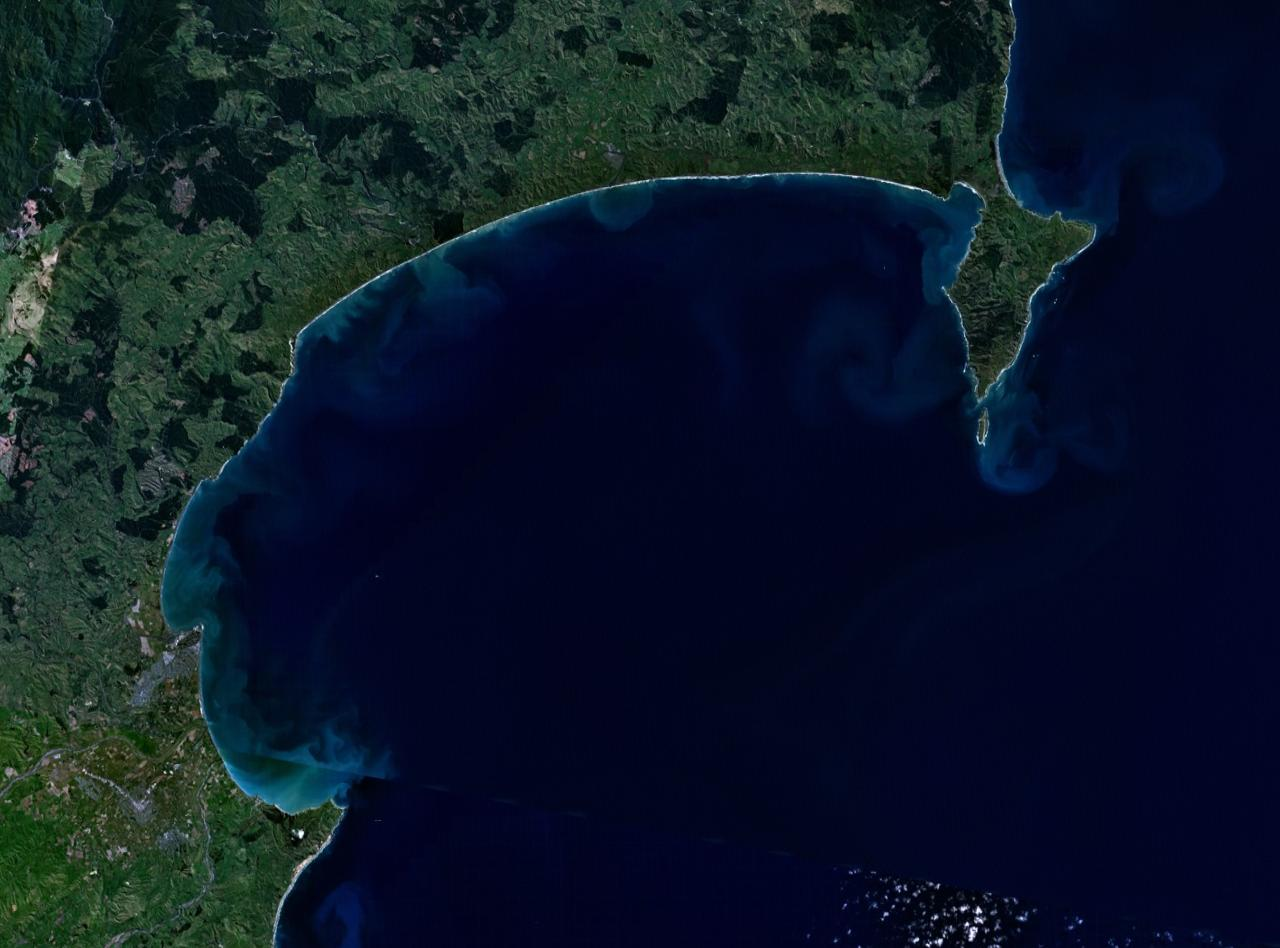
Супутниковий знімок затоки Гок. Міста Нейпір та Гастінгс (внизу-зліва).

Регіон Гокс-Бей розташований у східній частині Північного острова.
Регіон широкою смугою витягнувся з півночі на південь вздовж східного тихоокеанського узбережжя острова на понад 250 км. Північну половину узбережжя утворює затока Гок-Бей, обмежена з півдня мисом Кіднаперс, а зі сходу півостровом Магіа. На суші на північному сході межує з регіоном Гісборн, на півночі з Бей оф Пленті, на північному заході з Ваїкато, із заходу та півдня — Манавату-Вангануї.
Вздовж усієї західної межі Гокс-Бей здіймаються гори. Найвища вершина Гора Манґавіка (англ. Mangaweka) — 1733 м н.р.м. (39°49′01″ пд. ш. 176°05′10″ сх. д. / 39.81694° пд. ш. 176.08611° сх. д.). Від гір до узбережжя простяглася горбиста рівнина.
На півночі низка озер, на висоті 600 метрів н.р.м., зокрема озеро Вайкаремоана (38°46′ пд. ш. 177°05′ сх. д. / 38.767° пд. ш. 177.083° сх. д.). Його береги дуже посічені, площа складає 54 км², глибина ж сягає 256 метрів. У 1954 було засновано найбільший серед чотирьох на Північному острові національний парк Те Уревера площею 2 127 км², до якого включили озеро, навколишні береги та лісисті гори на північ від нього. Трохи південніше протікає 172 км річка Могака, найдовша в регіоні. Цікавий факт. У цьому регіоні знаходиться гора Тауматауакатангіангакоауауотаматеатурипукакапікімаунгахоронукупокануенуакітанатаху.

## Економіка
Станом на березень 2013 року річний ВВП Гокс-Бей становить 6.1 млрд $ (2.9 % загальнонаціональної економіки). ВВП на душу складає 39 035 $ (~400 тис ₴/рік) що нижче середнього показника по державі (47 532 $). 
З 2007 року ВВП зросло на 12,9 %, проте це майже вдвічі повільніше аніж загальнодержавний розвиток (24.5 % за цей же період). 

## Населення

Щільність населення ^{(перепис 2006)}

Станом на середину 2013 населення Гокс-Бей становить 155 000 (3.46 % населення Нової Зеландії). 
82 % населення сконцентровано в містах Гастінгс (66 800 осіб(перепис 2013)) та Нейпір (57 240 осіб). Міста розташовані на відстані кільканадцять кілометрів одне від одного. Решта містечок мають менше 5 тис. мешканців
Впродовж шести років регіон мав позитивну динаміку приросту населення на 500 осіб щороку (2006—2012). При цьому +1100 осіб середнього природного приросту та −600 осіб міграції. Проте останній рік (2006—2012) еміграція та природний приріст зрівнялися на рівні 900 осіб і чисельність населення в сумі не змінилася. 
Середній вік мешканців регіону постійно зростає та становить 39.8 років (сер.2013). Віковий розподіл: 0-14 років — 21,4 %, 15-39 — 28,8 %, 40-64 — 33,1 % , 65+ — 16,7 %. 